# Matsumae Yoshihiro
Matsumae Yoshihiro est un nom japonais traditionnel ; le nom de famille (ou le nom d'école), Matsumae, précède donc le prénom (ou le nom d'artiste).
Matsumae Yoshihiro (松前 慶広, 4 octobre 1548-20 novembre 1616) est un samouraï de la fin de période Sengoku au début de l'époque d'Edo, daimyo du domaine d'Ezochi dans Hokkaidō. Yoshihiro fait construire le château de Matsumae (aussi connu sous le nom « château de Fukuyama » (Fukuyama-jō, 福山城).

## Source de la traduction
- (en) Cet article est partiellement ou en totalité issu de l’article de Wikipédia en anglais intitulé « Matsumae Yoshihiro » (voir la liste des auteurs).